# Park Narodowy Góry Cooka
Park Narodowy Góry Cooka (ang. Aoraki/Mount Cook National Park) – jeden z czternastu parków narodowych w Nowej Zelandii. Zlokalizowany jest w centralnej części Wyspy Południowej w Alpach Południowych i zajmuje powierzchnię 707 km². Został utworzony w 1953 roku. Tak jak pozostałe parki narodowe w Nowej Zelandii, jest zarządzany przez Department of Conservation. Należy do grupy Te Wāhipounamu – czterech nowozelandzkich parków narodowych wpisanych razem na listę światowego dziedzictwa UNESCO.

## Geografia
Na terenie parku znajduje się 19 szczytów o wysokości przekraczającej 3000 m n.p.m., w tym Góra Cooka, najwyższy szczyt Nowej Zelandii, od którego pochodzi nazwa parku. 40% powierzchni parku zajmują lodowce, wśród nich Lodowiec Tasmana, który jest największym powierzchnią i najdłuższym lodowcem Nowej Zelandii.

## Flora
W parku właściwie nie występują lasy, jest natomiast bogaty w roślinność alpejską. Można tu spotkać ponad 300 gatunków roślin, w tym kilka gatunków jaskrów. Najbardziej znany z nich to Ranunculus lyalli, największy gatunek jaskra na świecie. W języku angielskim poprawna nazwa to Mount Cook Buttercup lub Mountain Buttercup (czyli jaskier Góry Cooka), jednak czasem niepoprawnie nazywany jest Mount Cook Lily (czyli lilia Góry Cooka).

## Fauna
Na terenie parku występuje około 40 gatunków ptaków, w tym rzadka papuga kea i sokół nowozelandzki. Oprócz tego, można spotkać wiele gatunków owadów (ważki, motyle, ćmy) oraz rzadko występujące gekony z gatunku Naultinus gemmeus.